# Gymnase de la Cité
 (août 2021).
Si vous disposez d'ouvrages ou d'articles de référence ou si vous connaissez des sites web de qualité traitant du thème abordé ici, merci de compléter l'article en donnant les références utiles à sa vérifiabilité et en les liant à la section « Notes et références ».
Le Gymnase de La Cité est une école de maturité suisse située à Lausanne.

## Situation
Il est situé sur la colline de la Cité, le quartier médiéval de Lausanne. Il est installé dans deux bâtiments historiques. Le premier, datant de 1587, est l'Académie (ou Ancienne Académie), ancienne École de théologie, prolongée vers le sud par trois constructions plus récentes, la cure des professeurs, l’ancienne bibliothèque de la Faculté des Lettres et la maison Curtat. Le deuxième, en contrebas, est le bâtiment de la Mercerie, construite entre 1766 et 1771, qui fut hospice, hôpital, prison, puis école à partir de 1879. Les anciennes cure et église allemandes de Lausanne y ont été adjointes, respectivement en 1790 et 1812.

## Histoire

### Enseignement à La Cité
Le gymnase de La Cité a une tradition très ancienne de l'enseignement qui remonte à la fondation de l'Académie par les Bernois, il y a cinq siècles. En 1908, le gymnase scientifique est logé (avec le collège scientifique) dans le bâtiment de la Mercerie. Le gymnase classique cantonal forme un établissement distinct, logé à l'Académie, renommée Ancienne Académie. Ce sont des écoles de garçons. Les deux gymnases passent sous la même direction en 1925. Les enseignants des deux gymnases siègent dans deux conférences des maîtres différentes et peuvent être nommés dans l'un ou l'autre gymnase, ou dans les deux. En 1956, les classes deviennent mixtes. En 1962, gymnase classique et gymnase scientifique prennent le nom de Gymnase de La Cité.

### Personnalités notables
Pendant longtemps, La Cité a accueilli entre ses murs l'Académie puis Université de Lausanne, unique établissement universitaire vaudois. Elle a ainsi accueilli un certain nombre de personnalités éminentes entre ses murs. On pourra citer Sainte-Beuve, qui y a professé un cours sur Port-Royal, le musicien Ernest Ansermet, les écrivains Charles-Ferdinand Ramuz, Edmond Gilliard, Gustave Roud, Philippe Jaccottet, Jacques Chessex (de nombreux romans tels que L'Ogre paru en 1972 ou Hosanna paru en 2013 ont le gymnase pour cadre) et Jacques-Étienne Bovard, les scientifiques dont Erna Hamburger ou Bernard Genier.

### Historique des bâtiments
De 1979 à 1986, les bâtiments sont tous rénovés. Certains subissent une importante métamorphose intérieure, les rendant plus adaptés aux exigences de l’enseignement.

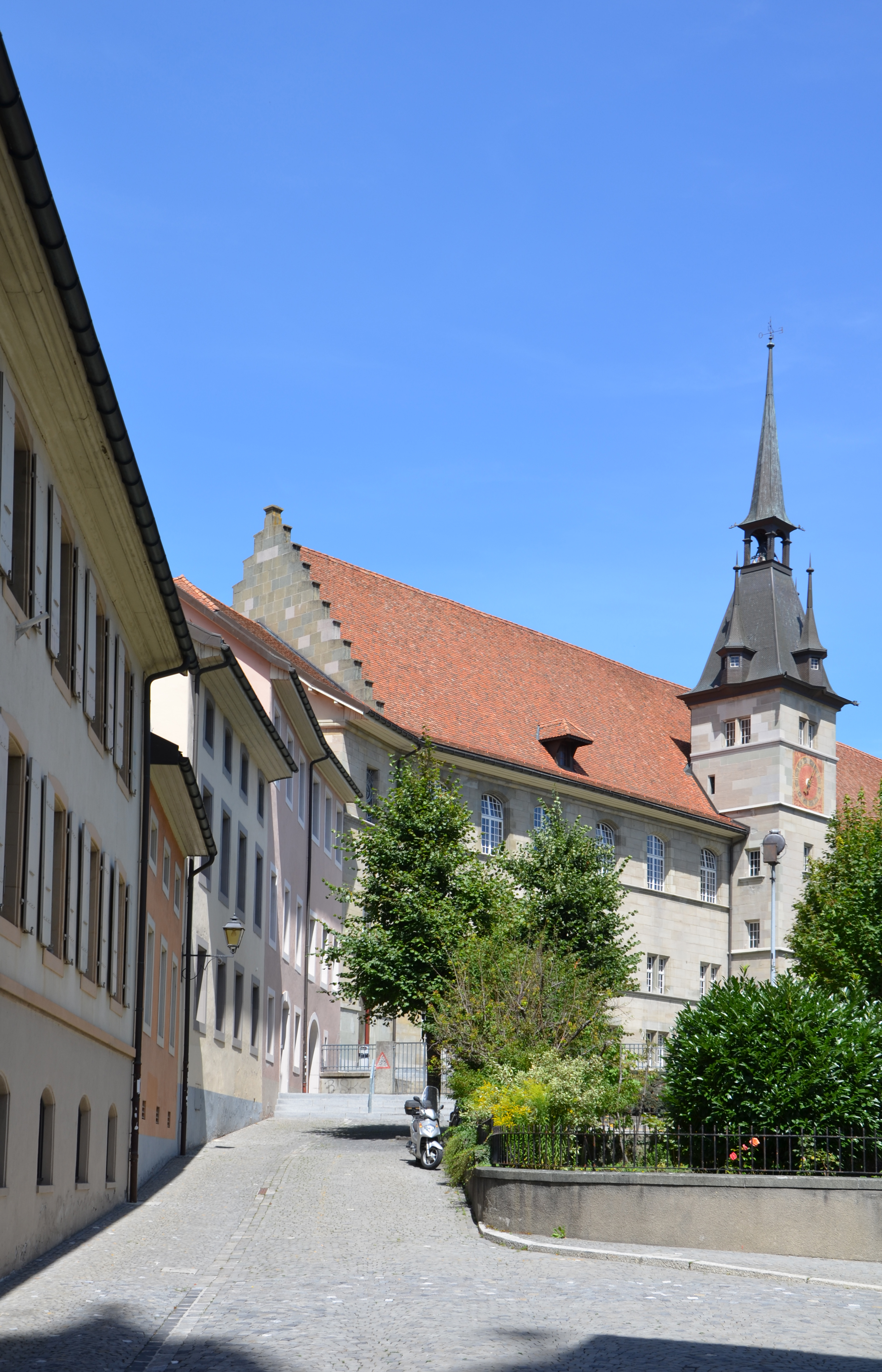
L'Ancienne Académie

#### Ancienne Académie
Le 25 août 1547, les autorités bernoises, qui avaient envahi le canton de Vaud onze ans auparavant, promulguent les Leges Scholæ lausannensis, ou règlement des écoles lausannoises. Le programme commence par la schola inferior et est suivi par la schola superior ou schola publica, qui prendra en 1549 le nom d'Académie. L'enseignement académique est divisé en 4 chaires : théologie, grec, hébreu et arts. Le 24 avril 1587, l'Académie s'installe dans le bâtiment construit pour elle, l'actuelle Ancienne Académie, témoin de l’art monumental du XVIe siècle. En 1798, l'indépendance vaudoise est proclamée. Elle est suivie par l'occupation française. L'Académie, qui ne compte que 55 étudiants (contre 700 au XVIe siècle), sert alors de caserne aux troupes d'occupation. Elle devient, en 1890, l'Université de Lausanne. Le bâtiment sera cédé en 1987 au Gymnase de La Cité.

#### Cure des professeurs
Adossé à l’Académie, il date d'avant le XIIIe siècle. L'édifice servit de logement aux chanoines, puis, après l'introduction de la Réforme en pays de Vaud en 1536, aux professeurs de l’École de théologie. Dès la seconde moitié du XIXe siècle, il accueillit l’École normale, puis une partie de l’université jusqu’en 1984.

#### Maison Curtat
Érigée en 1772, il prit le nom de son premier propriétaire, Samuel Curtat (père du pasteur Louis-Auguste Curtat), maisonneur de la Ville de Lausanne. Il devint propriété de l’État de Vaud en 1929. Le canton l'affecta à l’Université qui l'occupa jusqu’en 1984.

#### Pavillon Levade
Bâti en 1782 à la demande du pasteur David Levade-Bugnion (1750-1834). Il obtint l’autorisation de déborder les limites de propriété de la maison Curtat et fit ériger un pavillon surplombant les Escaliers du Marché, face au porche de la cathédrale. Le bâtiment abrite le secrétariat et les bureaux du directeur et des doyens.

#### Hôpital de la Mercerie

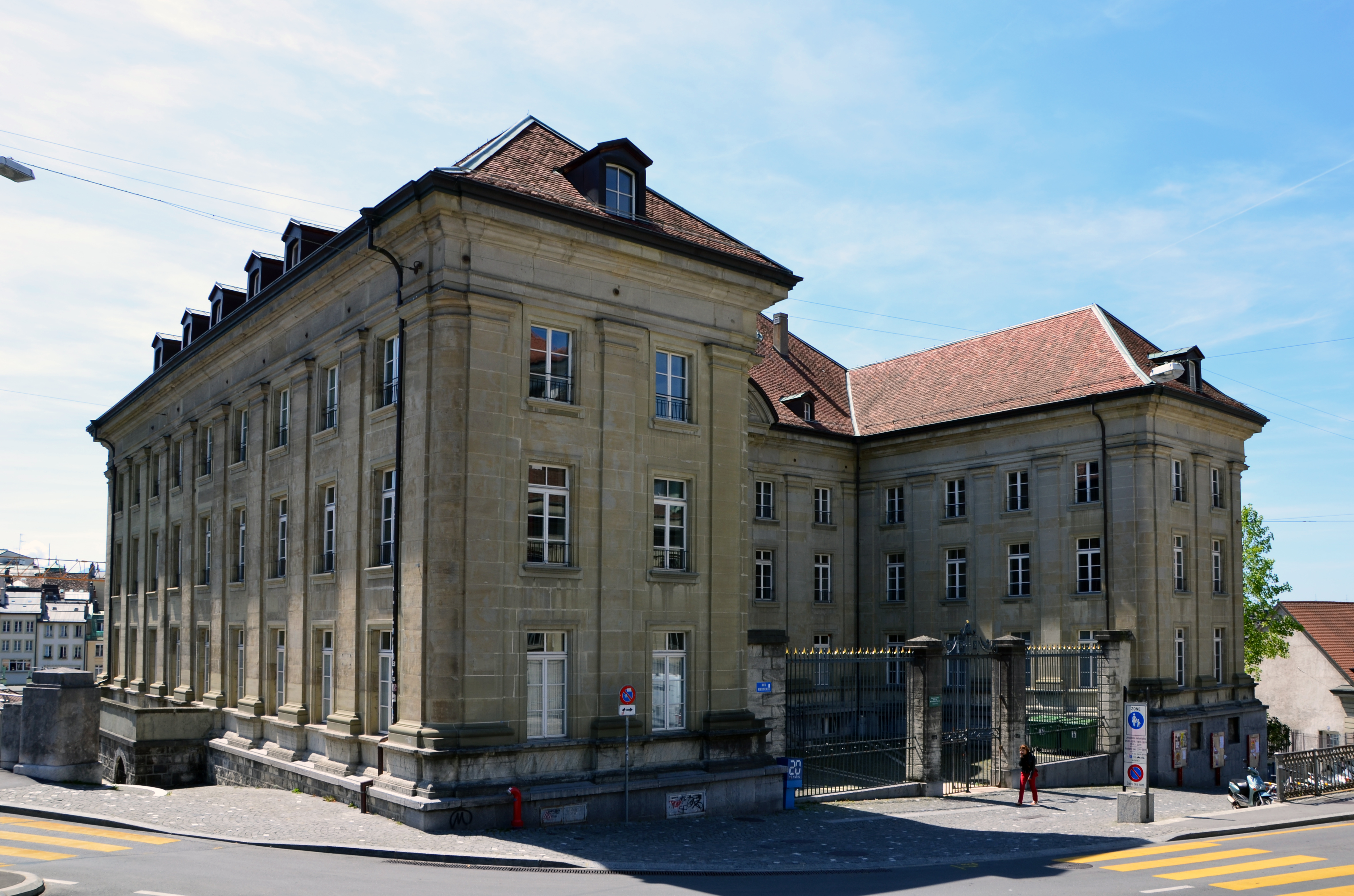
La Mercerie

L’hôpital de la Mercerie fut bâti à la demande du chanoine Guillaume de Bourg sur la Roche de Saint-Étienne entre 1277 et 1279, cinq ans après la consécration de la cathédrale. Régi par la ville de Lausanne depuis 1533, il fut démoli puis reconstruit entre 1766 et 1771. Le canton l’acheta en 1806 et le bâtiment servit successivement de prison, d’hospice et d’hôpital jusqu’en 1875, avant d’être transformé en école secondaire en 1879.

#### Église et cure de la Mercerie
L’église Saint-Étienne, attestée au Xe siècle, fut désaffectée en 1546, lors de la Réforme en pays de Vaud, et devint l'arsenal de la ville. Un nouvel édifice de culte fut construit entre 1811 et 1812. D'abord utilisé par les protestants germanophones, à partir de 1812, puis par les catholiques romains entre 1814 et 1835 et par les anglicans entre 1818 et 1840, il abrita des salles de classe depuis 1956. La cure, propriété particulière bâtie en 1790, lui fut adjointe au début du XIXe siècle et partagea le même usage. Les deux édifices conservent des traces souterraines de leur passé : une crypte médiévale aux allures de catacombes et des fondations creusées dans la moraine.

## Administration
Le Gymnase de La Cité est une école publique cantonale. À la suite du départ de M. Phillipe Campiche[Quand ?], la nouvelle directrice est Mme Véronique Mariani[réf. nécessaire].

## Enseignement
Le Gymnase de La Cité, comme les autres gymnases vaudois, dispense une formation secondaire supérieure en École de maturité, en École de culture générale et en École de commerce. Il comporte environ 1000 élèves, une centaine de maîtres et une dizaine de collaborateurs (conciergerie, secrétariat, services aux élèves).

### École de maturité
Elle débouche sur le baccalauréat, cantonal, et sur le certificat suisse de maturité qui donne accès aux universités, aux écoles polytechniques fédérales et aux formations professionnelles supérieures.

### École de culture générale et de commerce
Elle permet une formation de culture générale de nature préprofessionnelle et, dans certaines options, des formations professionnelles. Cette école débouche sur des certificats permettant soit d’entreprendre une formation professionnelle spécialisée soit d’exercer directement une activité professionnelle dans les domaines des services, du social ou du commerce.

### Enseignants
L'enseignement est assuré par une centaine de maîtres.